# FIFA 올해의 선수
FIFA 올해의 선수는 1년마다 FIFA에서 세계에서 가장 뛰어난 남녀 축구 선수를 선정하여 수여하는 상이다. 각국 감독과 주장이 투표하고 이것을 집계하여 선정한다. 남자 선수는 1991년부터 수여하기 시작했고, 여자 선수는 2001년부터 수여하기 시작했다.
2010년부터 2015년까지는 발롱도르와 통합되어 FIFA 발롱도르라는 상이 수여되었다가 2016년부터 다시 발롱도르와 분리되어 더 베스트 FIFA 풋볼 어워드(The Best FIFA Football Awards)라는 이름으로 독자적으로 수여하기 시작하였다.

## 남자 선수
| 연도          | 순위       | 선수                  | 국적       | 포지션   |
| ------------- | ---------- | --------------------- | ---------- | -------- |
| 2009년 자세히 | 1위        | 리오넬 메시           | 아르헨티나 | 공격수   |
| 2009년 자세히 | 2위        | 크리스티아누 호날두   | 포르투갈   | 공격수   |
| 2009년 자세히 | 3위        | 사비 에르난데스       | 스페인     | 미드필더 |
| 2008년 자세히 | 1위        | 크리스티아누 호날두   | 포르투갈   | 공격수   |
| 2008년 자세히 | 2위        | 리오넬 메시           | 아르헨티나 | 공격수   |
| 2008년 자세히 | 3위        | 페르난도 토레스       | 스페인     | 공격수   |
| 2007년 자세히 | 1위        | 카카                  | 브라질     | 미드필더 |
| 2007년 자세히 | 2위        | 리오넬 메시           | 아르헨티나 | 공격수   |
| 2007년 자세히 | 3위        | 크리스티아누 호날두   | 포르투갈   | 미드필더 |
| 2006년 자세히 | 1위        | 파비오 칸나바로       | 이탈리아   | 수비수   |
| 2006년 자세히 | 2위        | 지네딘 지단           | 프랑스     | 미드필더 |
| 2006년 자세히 | 3위        | 호나우지뉴            | 브라질     | 미드필더 |
| 2005년 자세히 | 1위        | 호나우지뉴            | 브라질     | 미드필더 |
| 2005년 자세히 | 2위        | 프랭크 램퍼드         | 잉글랜드   | 미드필더 |
| 2005년 자세히 | 3위        | 사뮈엘 에토           | 카메룬     | 공격수   |
| 2004년 자세히 | 1위        | 호나우지뉴            | 브라질     | 미드필더 |
| 2004년 자세히 | 2위        | 티에리 앙리           | 프랑스     | 공격수   |
| 2004년 자세히 | 3위        | 안드리 셰우첸코       | 우크라이나 | 공격수   |
| 2003년 자세히 | 1위        | 지네딘 지단           | 프랑스     | 미드필더 |
| 2003년 자세히 | 2위        | 티에리 앙리           | 프랑스     | 공격수   |
| 2003년 자세히 | 3위        | 호나우두              | 브라질     | 공격수   |
| 2002년 자세히 | 1위        | 호나우두              | 브라질     | 공격수   |
| 2002년 자세히 | 2위        | 올리버 칸             | 독일       | 골키퍼   |
| 2002년 자세히 | 3위        | 지네딘 지단           | 프랑스     | 미드필더 |
| 2001년 자세히 | 1위        | 루이스 피구           | 포르투갈   | 미드필더 |
| 2001년 자세히 | 2위        | 데이비드 베컴         | 잉글랜드   | 미드필더 |
| 2001년 자세히 | 3위        | 라울 곤살레스         | 스페인     | 공격수   |
| 2000년 자세히 | 1위        | 지네딘 지단           | 프랑스     | 미드필더 |
| 2000년 자세히 | 2위        | 루이스 피구           | 포르투갈   | 미드필더 |
| 2000년 자세히 | 3위        | 히바우두              | 브라질     | 미드필더 |
| 1999년 자세히 | 1위        | 히바우두              | 브라질     | 미드필더 |
| 1999년 자세히 | 2위        | 데이비드 베컴         | 잉글랜드   | 미드필더 |
| 1999년 자세히 | 3위        | 가브리엘 바티스투타   | 아르헨티나 | 공격수   |
| 1998년 자세히 | 1위        | 지네딘 지단           | 프랑스     | 미드필더 |
| 1998년 자세히 | 2위        | 호나우두              | 브라질     | 공격수   |
| 1998년 자세히 | 3위        | 다보르 슈케르         | 크로아티아 | 공격수   |
| 1997년 자세히 | 1위        | 호나우두              | 브라질     | 공격수   |
| 1997년 자세히 | 2위        | 호베르투 카를로스     | 브라질     | 풀백     |
| 1997년 자세히 | 3위 (공동) | 데니스 베르캄프       | 네덜란드   | 공격수   |
| 1997년 자세히 | 3위 (공동) | 지네딘 지단           | 프랑스     | 미드필더 |
| 1996년 자세히 | 1위        | 호나우두              | 브라질     | 공격수   |
| 1996년 자세히 | 2위        | 조지 웨아             | 라이베리아 | 공격수   |
| 1996년 자세히 | 3위        | 앨런 시어러           | 잉글랜드   | 공격수   |
| 1995년 자세히 | 1위        | 조지 웨아             | 라이베리아 | 공격수   |
| 1995년 자세히 | 2위        | 파올로 말디니         | 이탈리아   | 수비수   |
| 1995년 자세히 | 3위        | 위르겐 클린스만       | 독일       | 공격수   |
| 1994년 자세히 | 1위        | 호마리우              | 브라질     | 공격수   |
| 1994년 자세히 | 2위        | 흐리스토 스토이치코프 | 불가리아   | 공격수   |
| 1994년 자세히 | 3위        | 로베르토 바조         | 이탈리아   | 공격수   |
| 1993년 자세히 | 1위        | 로베르토 바조         | 이탈리아   | 공격수   |
| 1993년 자세히 | 2위        | 호마리우              | 브라질     | 공격수   |
| 1993년 자세히 | 3위        | 데니스 베르캄프       | 네덜란드   | 공격수   |
| 1992년 자세히 | 1위        | 마르코 판 바스턴      | 네덜란드   | 공격수   |
| 1992년 자세히 | 2위        | 흐리스토 스토이치코프 | 불가리아   | 공격수   |
| 1992년 자세히 | 3위        | 토마스 헤슬러         | 독일       | 미드필더 |
| 1991년 자세히 | 1위        | 로타어 마테우스       | 독일       | 스위퍼   |
| 1991년 자세히 | 2위        | 장피에르 파팽         | 프랑스     | 공격수   |
| 1991년 자세히 | 3위        | 게리 리네커           | 잉글랜드   | 공격수   |

## 여자 선수
| 연도          | 순위 | 선수            | 국적     | 포지션   |
| ------------- | ---- | --------------- | -------- | -------- |
| 2009년 자세히 | 1위  | 마르타          | 브라질   | 공격수   |
| 2009년 자세히 | 2위  | 비르기트 프린츠 | 독일     | 공격수   |
| 2009년 자세히 | 3위  | 켈리 스미스     | 잉글랜드 | 공격수   |
| 2008년 자세히 | 1위  | 마르타          | 브라질   | 공격수   |
| 2008년 자세히 | 2위  | 비르기트 프린츠 | 독일     | 공격수   |
| 2008년 자세히 | 3위  | 크리스치아니    | 브라질   | 공격수   |
| 2007년 자세히 | 1위  | 마르타          | 브라질   | 공격수   |
| 2007년 자세히 | 2위  | 비르기트 프린츠 | 독일     | 공격수   |
| 2007년 자세히 | 3위  | 크리스치아니    | 브라질   | 공격수   |
| 2006년 자세히 | 1위  | 마르타          | 브라질   | 미드필더 |
| 2006년 자세히 | 2위  | 크리스틴 릴리   | 미국     | 미드필더 |
| 2006년 자세히 | 3위  | 레나테 링고어   | 독일     | 미드필더 |
| 2005년 자세히 | 1위  | 비르기트 프린츠 | 독일     | 공격수   |
| 2005년 자세히 | 2위  | 마르타          | 브라질   | 미드필더 |
| 2005년 자세히 | 3위  | 섀넌 복스       | 미국     | 미드필더 |
| 2004년 자세히 | 1위  | 비르기트 프린츠 | 독일     | 공격수   |
| 2004년 자세히 | 2위  | 미아 햄         | 미국     | 공격수   |
| 2004년 자세히 | 3위  | 마르타          | 브라질   | 미드필더 |
| 2003년 자세히 | 1위  | 비르기트 프린츠 | 독일     | 공격수   |
| 2003년 자세히 | 2위  | 미아 햄         | 미국     | 공격수   |
| 2003년 자세히 | 3위  | 한나 융베리     | 스웨덴   | 공격수   |
| 2002년 자세히 | 1위  | 미아 햄         | 미국     | 공격수   |
| 2002년 자세히 | 2위  | 비르기트 프린츠 | 독일     | 공격수   |
| 2002년 자세히 | 3위  | 쑨원            | 중국     | 공격수   |
| 2001년 자세히 | 1위  | 미아 햄         | 미국     | 공격수   |
| 2001년 자세히 | 2위  | 티퍼니 밀브렛   | 미국     | 공격수   |
| 2001년 자세히 | 3위  | 쑨원            | 중국     | 공격수   |

## 같이 보기
- FIFA 발롱도르
- 발롱도르
- 더 베스트 FIFA 풋볼 어워드